# Trattato di Costantinopoli (1832)
Il trattato di Costantinopoli (1832), sottoscritto il 21 luglio 1832 dai plenipotenziari del Regno Unito di Gran Bretagna e Irlanda, Regno di Francia, Impero russo ed Impero ottomano, sancì la conclusione della decennale guerra di indipendenza secondo i termini imposti da Londra, Parigi e San Pietroburgo alla convenzione di Londra del precedente 7 maggio.

## Contesto

### La liberazione della Grecia
Nel 1821 aveva avuto inizio la guerra d'indipendenza greca. Dopo alterne vicende, il 20 ottobre 1827 essa ebbe una decisiva svolta con la distruzione della flotta turco-egiziana alla battaglia di Navarino e la successiva spedizione di Morea anglo-francese, che aveva costretto al ritiro il corpo di spedizione egiziano di Ibrāhīm Pascià, e poi sloggiato le scarse guarnigioni turche

La Grecia sulle rovine di Missolungi, Delacroix.

Nel frattempo Mahmud II, Sultano di Costantinopoli, era totalmente impegnato a contrastare la parallela invasione russa. Questa venne terminata il 14 settembre 1829, con la pace di Adrianopoli: fra le molte clausole, la Porta accettava la creazione di uno stato Greco, retto da un principe ereditario, ma formalmente nominato dal Sultano e tenuto a pagare un tributo annuo alla Porta.

### La incerta situazione politica greca
Negli anni successivi l'attenzione delle grandi potenze venne distratta dagli avvenimenti che incalzavano in Belgio. Mentre in Grecia, ormai libera da truppe turche, il 9 ottobre 1831, il presidente Capodistria sino al 1822 venne assassinato.  Ne seguì una guerra civile.  Nella confusione generale, nel 1830 aveva rinunciato al trono di Grecia il primo sovrano designato dalle potenze: Leopoldo di Sassonia-Coburgo (che, di lì a poco, sarebbe divenuto il primo sovrano del Belgio).

## La ripresa delle trattative di pace
Le circostanze consentivano, quindi, un nuovo intervento delle grandi potenze. Il quale poteva ora essere giustificato senza forzare la mano al debolissimo governo greco.

### La convenzione di Londra
Il 7 maggio 1832, i plenipotenziari britannico, francese, russo e bavarese sottoscrissero la convenzione di Londra: la Grecia sarebbe stata istituita in monarchia indipendente, sotto la guida del diciassettenne principe Ottone di Wittelsbach, rampollo della casa reale di Baviera.  La successione sarebbe stata ereditaria.  In nessun caso le due corone sarebbero state riunite. Il confine veniva stabilito alla linea Arta-Volo; la Baviera presentò una 'nota segreta' che proponeva un compromesso su Creta, ma non ebbe successo.
Veniva emesso un 'prestito greco' per 2,4 milioni di sterline.  La Porta veniva indennizzata con 40 milioni di piastre.

### Il trattato di Costantinopoli
Restava da ottenere soltanto il, peraltro indispensabile, consenso della Porta.  La quale, sinora, aveva rifiutato ogni passo, non avendo inviato alcun delegato alla conferenza di Poros. All'uopo vennero incaricati gli ambasciatori anglo-franco-russi a Costantinopoli.  Il successo della missione non era scontato, dato che, sino a quel momento, il sultano Mahmud II era legato esclusivamente ai, a lui più favorevoli, termini del trattato di Adrianopoli (1829). 
La situazione del sultano, tuttavia, era, se possibile ancora peggiorata, a causa della invasione della Siria e dell'Anatolia, iniziata nel novembre 1831 dal wali d'Egitto, Mehmet Ali. Accadde così che Mahmud II richiedesse una qualche forma di protezione alle potenze vincitrici, per lo meno a protezione della Anatolia. Tale promessa venne effettivamente concessa dal rappresentante britannico Canning e, il 21 giugno 1832, il Sultano accettò, infine, la convenzione. Il trattato di Costantinopoli venne sottoscritto il 21 luglio 1832.

## L'inizio dell'indipendenza greca

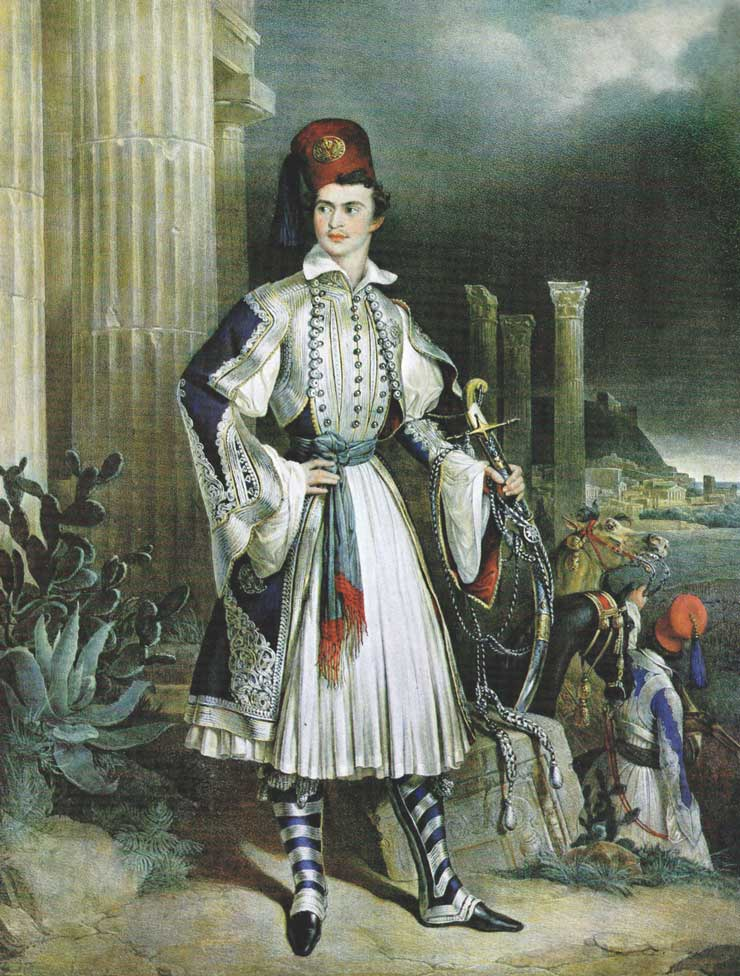
Re Ottone in abiti albanesi

Seguì un nuovo protocollo di Londra, del 3 febbraio 1833, che fissava i confini sulla linea Arto-Volo e chiudeva, definitivamente, la guerra d'indipendenza greca.
Contemporaneamente sbarcava a Nauplia, la capitale del neonato stato, il nuovo sovrano, Ottone, con 5'000 soldati Bavaresi.

## Fonti
- M. S. Anderson, The eastern question 1774-1923 - A Study in International Relations, Londra, 1966.
- Testo del trattato di Costantinopoli http://www.ypex.gov.gr/NR/rdonlyres/2201071A-B2D4-4360-A8A3-6C4C324DA136/0/1832_constantinople_treaty.doc[collegamento interrotto].